# Videotel

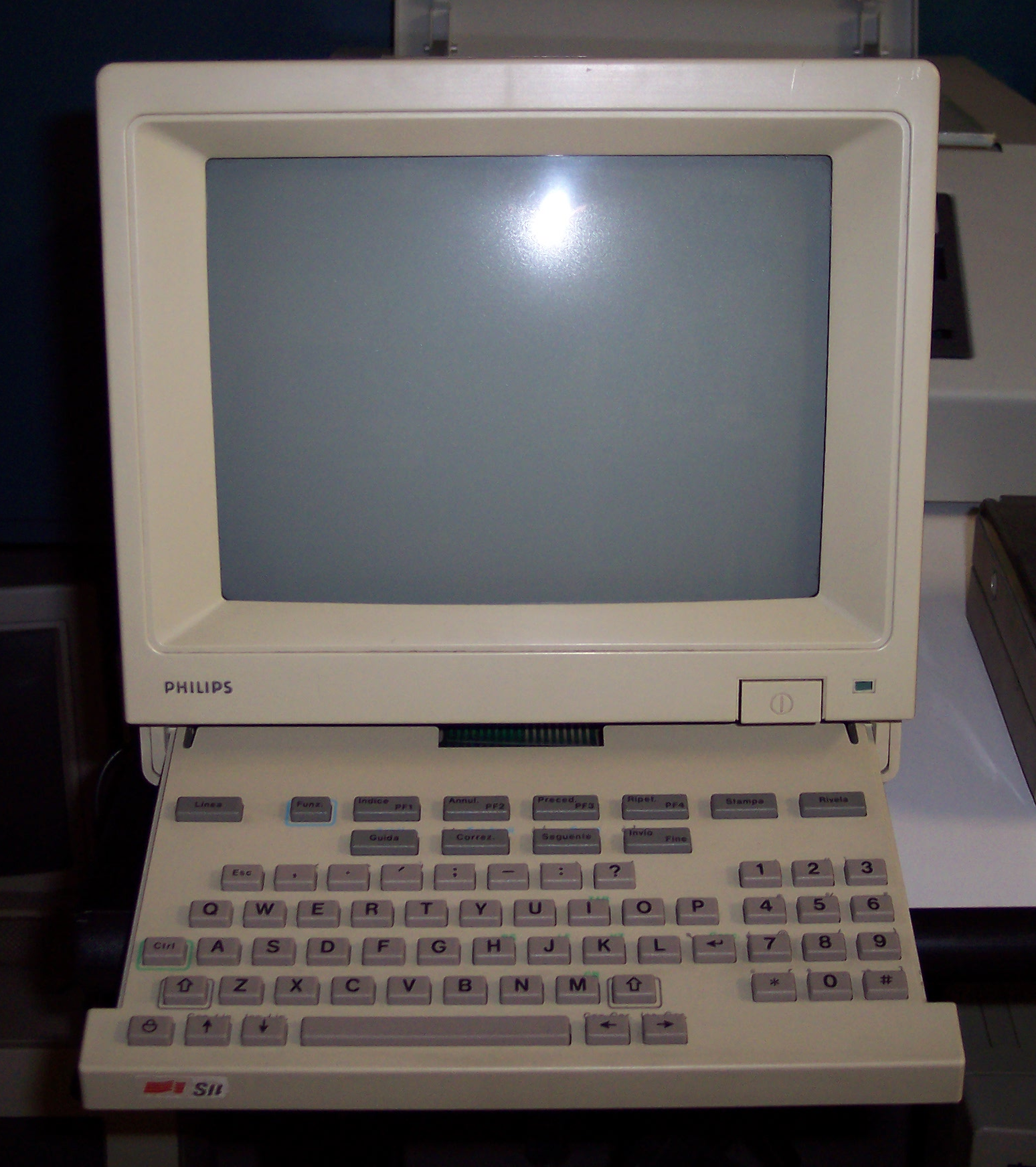
Un videoterminale per linea Videotel SIP

Videotèl fu il nome dato al servizio di videotex della SIP, successivamente Telecom Italia, l'ex gestore monopolista della telefonia in Italia.
Introdotto in via sperimentale nel 1981, divenne operativo nel 1985, ma non ebbe mai successo commerciale, e con l'avvento di Internet a metà anni novanta cadde rapidamente in disuso prima ancora di aver preso realmente piede.

## Storia
Il Videotel giunse in Italia nel 1981 sulla scia delle sperimentazioni effettuate in Francia dell'analogo servizio Minitel e il suo esercizio fu affidato alla SIP, che all'epoca gestiva in regime di monopolio i servizi telefonici opzionali.
Circa mille utenti furono invitati all'uso di tale sistema, principalmente produttori di contenuti come redazioni di quotidiani.
Dopo circa quattro anni di sperimentazione, alla fine del 1985 SIP e il ministero delle P.P.T.T. annunciarono l'ingresso del Videotel nella fase operativa comunicando l'avvenuta adozione del sistema sviluppato dalla società GEC Computers, sussidiaria di Marconi Italiana, all'epoca molto apprezzato in quanto permetteva compatibilità sia con lo standard di videoscrittura esistente, il britannico Prestel utilizzato nel Videotext di British Telecom, e l'europeo CEPT, all'epoca in corso di formalizzazione.

Pubblicità istituzionale del Videotel (1987-88) con Luciano De Crescenzo come testimonial

Il 31 maggio 1986 il Videotel fu dichiarato servizio pubblico permanente e normato dal ministero delle P.P.T.T..
Nell'estate seguente il nuovo servizio, cui fu assegnato il numero telefonico d'accesso 165, fu pubblicizzato dalla SIP come soluzione per poter accedere in maniera rapida e sicura a contenuti quali situazione assicurativa, conto in banca, prenotazione viaggi, e più in generale facilitatore di tutte quelle attività che richiedevano attesa e file.
I costi del servizio, fissati dal ministero, variavano a seconda che l'utente fosse il fornitore o il fruitore dei contenuti: per i primi il canone, calcolato su base annua, ammontava a 200000 L. per linea telefonica, 2000000 L. per categoria omogenea di informazioni e prezzi variabili da 10000 a 4000 a pagina a seconda del numero di pagine archiviate e memorizzate (più era alto il numero di pagine, minore era il costo per pagina).
I costi a carico dell'utente finale, altresì, erano di 50000 L./anno per la linea telefonica principale nell'abitazione privata, 200000 L./anno per ciascuna linea in altre sedi, e 150 L. ogni 3 minuti in fascia alta (08:00 - 22:00 dal lunedì al venerdì feriali) e ogni 9 minuti in fascia bassa (22:00 - 08:00 più sabato, domenica e festivi).
Fu utilizzato da Rai e Mediaset per interagire con gli spettatori; la prima per varie trasmissioni tra cui Telethon, la seconda per Mai dire TV dove si potevano inviare messaggi e segnalazioni. Alcune trasmissioni, come Mai dire TV, permettevano l'interazione col pubblico solo tramite videotel e non con i metodi "classici" di allora come telefono, fax o mezzi postali. Nel 1990, su videotel nacque il primo MUD italiano, Necronomicon.
Iniziò ad essere dismesso alla fine degli anni 1990, quando la diffusione di Internet lo rese una tecnologia superata.

## Caratteristiche e funzionamento
Per accedere al servizio si utilizzava un terminale a noleggio dalla SIP al canone di 7.000 lire al mese, con monitor monocromatico da 9 pollici e modem che poteva ricevere alla velocità di 1200 baud, e trasmettere a 75 baud. Il terminale componeva il "165" (in tempi successivi, 1651), mediante scatto telefonico iniziale, e la tariffazione successiva all'intestatario della password, associata ad una utenza telefonica. Con la creazione del servizio 1651, fu creato il servizio parallelo 1652, che impiegava uno standard grafico differente e non era compatibile con i precedenti terminali.
I "fornitori di informazione" erano coloro che compravano una pagina videotel (e relative sottopagine) e potevano gestirla, in modalità "Prestel", inserendo o dati e servizi o rimandi e link che dirottavano l'utente negli elaboratori del fornitore che gestiva informazioni in modalità "Teletel" con, il più delle volte, tariffazione a tempo. Ogni pagina poteva avere un costo da 0 a 9.900 lire in modalità "Prestel" o a minuti (220 lire) in modalità "Teletel". Quando si visionavano tali pagine, il costo veniva addebitato non sulla linea telefonica, ma all'intestatario della linea telefonica la cui password associata era stata usata per l'accesso.

## Modalità di collegamento alternative
- Era possibile connettersi in teoria con qualunque home o personal computer purché dotato di un software di emulazione del protocollo videotex e di un modem che supportasse lo standard V.23 (1200/75)

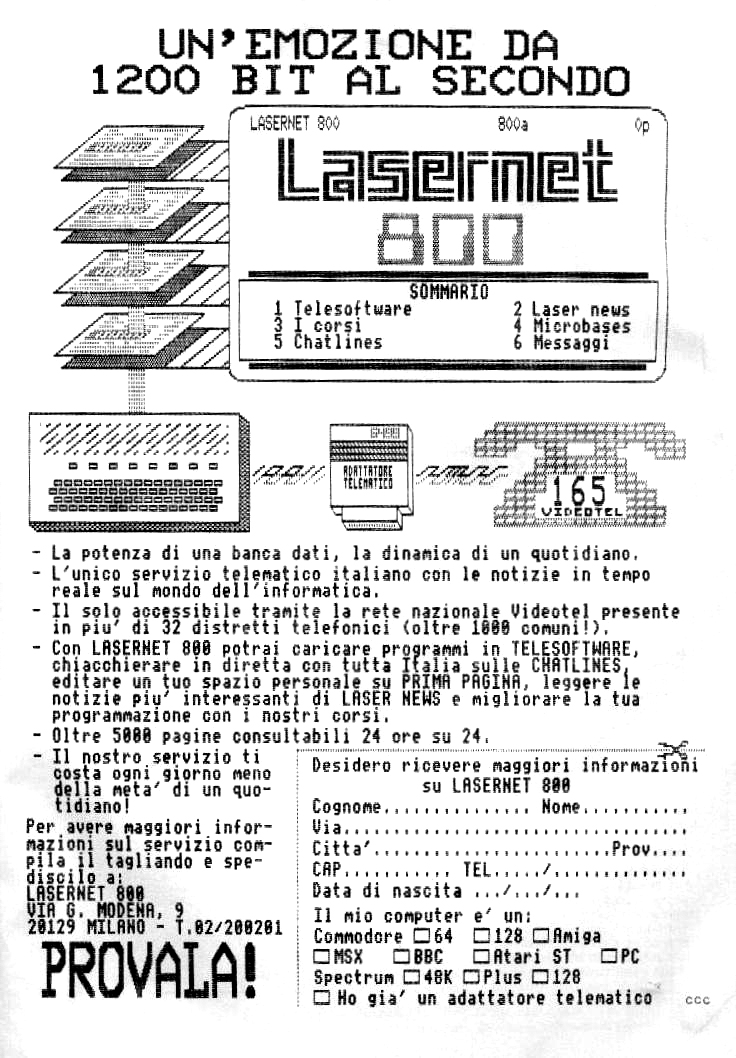
La pagina pubblicitaria di Lasernet 800 pubblicata su RUN, la prima rivista su cassetta per ZX Spectrum.

- Un altro modo per collegarsi al videotel era usare l'apposito modem del Commodore 64. Venne messo in commercio nel 1987 con il nome di «Adattatore Telematico 6499»[6][7]. Questo adattatore permetteva di accedere al servizio dedicato agli home computer Lasernet800. L'apparecchio è una riedizione adattata per l'Italia di un modem inglese Miracle/Y2.

- Un altro modo per collegarsi ad alcuni servizi del Videotel, le messaggerie, era quello di usare un modem standard per collegarsi al servizio ITAPAC con telefonata urbana a un solo scatto iniziale e successivamente digitare la NUA della messaggeria prescelta.

## Servizi concorrenti
Su videotel è nata la prima banca dati giornalistica italiana, Mediaddress, con l'obiettivo di aggregare per argomento e categorie di testate le varie competenze giornalistiche e fornire ai comunicatori un supporto per l'attività di ufficio stampa. 
Significativa anche l'esperienza di Artel Telematica che attraverso il videotel ha dato vita ai primi servizi interattivi dedicati al mercato dell'arte.  
Grazie all'Adattatore Telematico 6499 gli home computer avevano accesso al servizio Lasernet800, realizzato in partnership con British Telecom e Micronet800. I contenuti era organizzato in varie aree e la Chatline di Lasernet800 fu la prima ad essere offerta, aprendo la strada a questo tipo di utilizzo del Videotel.

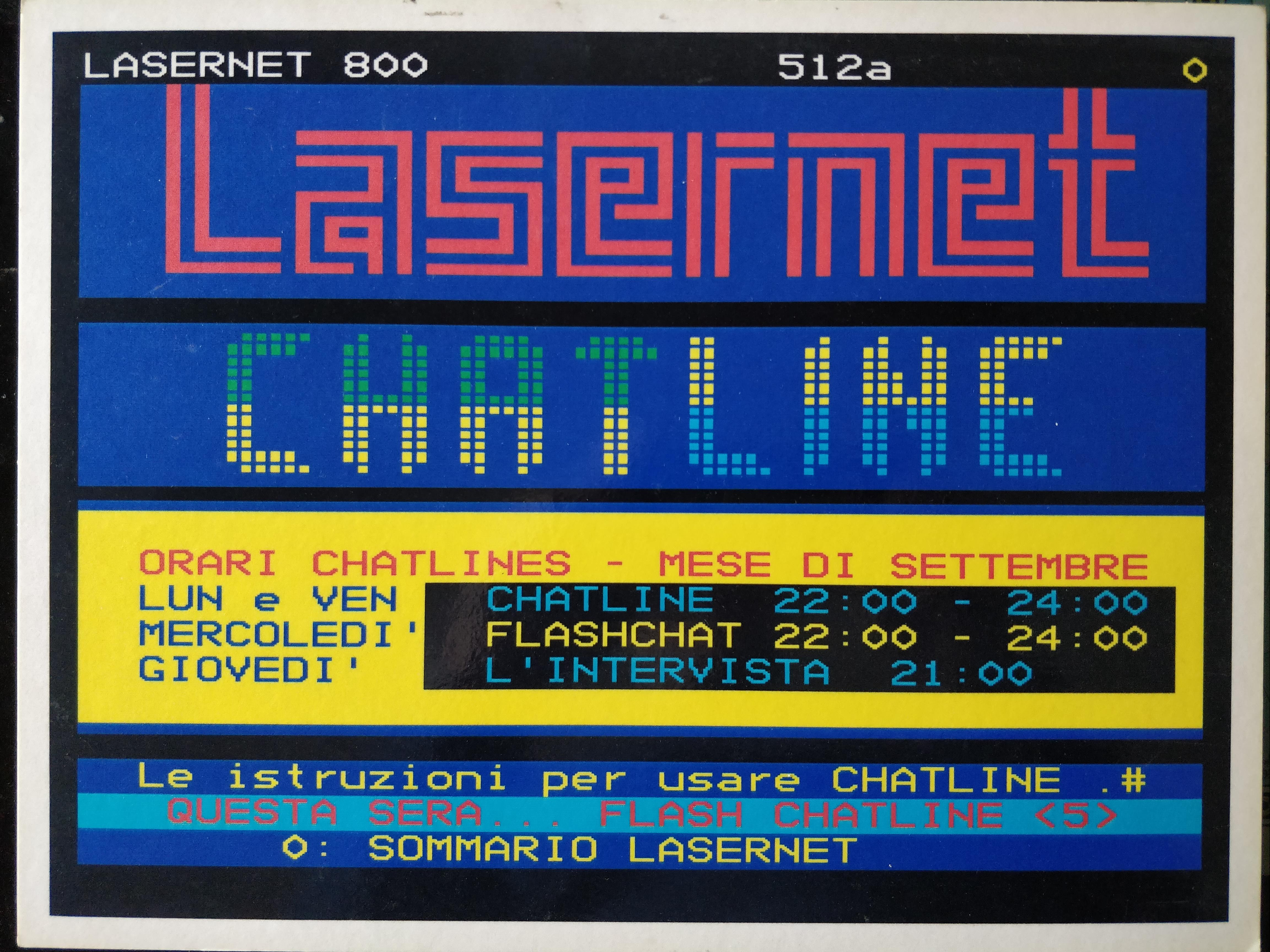
La pagina di Videotel per accedere alla Chatline.

Tra le messaggerie esclusivamente utilizzate da casa, le più famose sono quelle del gruppo Samantha, Althea con Only Man e Only Girl (chat dedicate al mondo gay e lesbo), e Aline.